# 贾伊辛格普尔
贾伊辛格普尔（Jaysingpur），是印度马哈拉施特拉邦Kolhapur县的一个城镇。总人口43055（2001年）。

## 人口
该地2001年总人口43055人，其中男性22010人，女性21045人；0—6岁人口5226人，其中男2831人，女2395人；识字率73.04%，其中男性为79.04%，女性为66.76%。